# 약식
약식 (藥食) 한국 요리 중 떡의 일종으로, 찹쌀에 밤, 대추, 잣을 섞어 찐 후에, 참기름, 꿀, 간장 등으로 버무려 만든 음식이다. 정월대보름 절식(節食)의 하나로, 혼례나 환갑, 회갑 등의 잔치 때도 많이 만들어 먹는다. 약식은 약밥 (藥밥) 또는 약반 (藥飯)으로 불리기도 하는데, 꿀을 사용하기 때문에 붙여졌다. 1819년 순조 19년에 정약용이 한국어 용례에 대해 저술한〈아언각비 (雅言覺非)〉에서 약식의 명칭 유래에 대해 설명한다. 조선에서 꿀을 흔히 약(藥)이라 하기 때문에, 밀주(蜜酒)를 약주(藥酒)라 하고, 밀반(蜜飯)을 약반(藥飯), 밀과(蜜果)를 약과(藥果)라 말한다고 하였다.

## 역사
약식의 유래는 고려시대 후기 때 승려 일연이 1281년에 쓴 삼국유사 사금갑(射琴匣)조에 기록되어 있다. 488년 신라의 소지왕이 음력 1월 15일에 경주 남산에 있는 정자인 천천정(天泉亭)에 행차하였다. 이때에 까마귀가 날아와 왕이 신하들에 의해서 살해당할 위기에 처했다는 것을 알려주었다. 그 덕분에 왕은 역모를 꾀하려던 신하와 궁주(宮主)를 활로 쏘아 죽여서 위기를 모면하였다. 이때부터 정월 대보름을 오기일(烏忌日)로 정하여, 까마귀를 기념하여 찰밥을 지어 제사지냈으며, 약식은 여기서 비롯되었다고 한다.

## 만들기
약식은 찹쌀을 물에 충분히 불려 깨끗이 씻은 후 시루에 찐다. 찐 쌀에 꿀, 흑설탕, 진간장 등을 섞어 갈색으로 물들인 후, 반으로 쪼개서 손질한 밤과 네등분한 대추 등을 넣고 마지막에 참기름을 넣어 다시 30분간 중탕하여 찐다. 다 찐 후에는 잣으로 고명을 얹어낸다. 약식을 쪄서 만들기까지 약 5시간 정도의 시간이 걸린다.

## 같이 보기
- 비코